# Bedřich Bloudek
Bedřich Bloudek (* 24. März 1815 in Křižanov in Mähren; † 11. August 1875 in Toplice Topusko) war ein tschechischer Offizier, der sich 1848 am Slowakischen Aufstand beteiligte.

## Leben
Bedřich Bloudek trat nach dem Schulbesuch der österreichischen Armee bei und schlug die Offizierslaufbahn ein.
Im Zuge der 1848er Revolution wurde Bedřich Bloudek von den Ideen des Panslawismus erfasst. Er nahm im Sommer 1848 am Slawenkongress in Prag teil und zeichnete sich auch bei den dortigen Barrikadenkämpfen im Zuge des Prager Pfingstaufstands aus. Im Herbst 1848 beteiligte er sich dann an führender Stelle am Slowakischen Aufstand. Am 16. September 1848 rückte er als Anführer eines rund 600 Mann starken Freikorps, das größtenteils aus tschechischen Studenten bestand, von Mähren aus in die heutige Slowakei ein. Der Trupp, dem sich auch zahlreiche Slowaken anschlossen, erreichte Myjava, wo zwei Tage später die Unabhängigkeit der Slowakei von Ungarn erklärt wurde. Sein Feldzug führte Bloudek weiter nach Brezová pod Bradlom, Senica und Stará Turá. Schließlich war er aber gezwungen, sich bereits am 28. September 1848 wieder nach Mähren zurückzuziehen.
Nach der Entscheidung des österreichischen Kaisers, die in Ungarn ausgebrochene Rebellion niederzuschlagen, stellte sich Bedřich Bloudek wie viele Vertreter der slowakischen Interessen auf die Seite der Wiener Regierung. Im November wurde er Befehlshaber eines slowakischen Freiwilligenkorps, das unter österreichischem Oberbefehl stand. Bis Januar 1849 gelang es ihm mit seiner Truppe große Teile der heutigen Slowakei unter seine Kontrolle zu bringen, er musste sich aber im April vor der ungarischen Armee über den Jablunkapass zurückziehen. Im Rahmen des Feldzugs  soll er beim  Rückzug einen großen Teil der Vorräte des Fürsten Alfred zu Windischgraetz gerettet haben.
Bedřich Bloudek verließ die österreichische Armee als Oberstleutnant und starb am 11. August 1875 im Thermalbad Toplice Topusko im heutigen Kroatien.